# Gianna Woodruff
Gianna Woodruff (ur. 18 listopada 1993 w Santa Monica) – panamska lekkoatletka specjalizująca się w biegach płotkarskich. Posiada również amerykańskie obywatelstwo.
W 2016 zdobyła srebrny medal mistrzostw ibero-amerykańskich w Rio de Janeiro. Rok później sięgnęła po złoto czempionatu Ameryki Południowej.
Rekord życiowy w biegu na 400 metrów przez płotki: 53,69 (20 lipca 2022, Eugene) rekord Ameryki Południowej.

## Osiągnięcia
| Rok  | Impreza                               | Miejsce        | Konkurencja                     | Pozycja    | Wynik |
| ---- | ------------------------------------- | -------------- | ------------------------------- | ---------- | ----- |
| 2016 | Mistrzostwa ibero-amerykańskie        | Rio de Janeiro | bieg na 400 metrów przez płotki | 2. miejsce | 57,34 |
| 2017 | Mistrzostwa Ameryki Południowej       | Asunción       | bieg na 400 metrów przez płotki | 1. miejsce | 56,04 |
| 2017 | Mistrzostwa świata                    | Londyn         | bieg na 400 metrów przez płotki | półfinał   | 57,32 |
| 2018 | Igrzyska Ameryki Południowej          | Cochabamba     | bieg na 400 metrów przez płotki | 3. miejsce | 57,68 |
| 2018 | Igrzyska Ameryki Środkowej i Karaibów | Barranquilla   | bieg na 400 metrów przez płotki | 6. miejsce | 55,60 |
| 2018 | Mistrzostwa ibero-amerykańskie        | Trujillo       | bieg na 400 metrów przez płotki | –          | DNS   |
| 2019 | Mistrzostwa Ameryki Południowej       | Lima           | bieg na 400 metrów przez płotki | 2. miejsce | 56,76 |
| 2019 | Igrzyska panamerykańskie              | Lima           | bieg na 400 metrów przez płotki | 7. miejsce | 57,20 |
| 2019 | Mistrzostwa świata                    | Doha           | bieg na 400 metrów przez płotki | półfinał   | 55,61 |
| 2021 | Igrzyska olimpijskie                  | Tokio          | bieg na 400 metrów przez płotki | 7. miejsce | 55,84 |
| 2022 | Igrzyska boliwaryjskie                | Valledupar     | bieg na 400 metrów przez płotki | 1. miejsce | 55,32 |
| 2022 | Mistrzostwa świata                    | Eugene         | bieg na 400 metrów przez płotki | 7. miejsce | 54,75 |
| 2023 | Igrzyska Ameryki Środkowej i Karaibów | San Salvador   | bieg na 400 metrów przez płotki | 2. miejsce | 56,15 |
| 2023 | Mistrzostwa świata                    | Budapeszt      | bieg na 400 metrów przez płotki | półfinał   | 54,71 |
| 2023 | Igrzyska panamerykańskie              | Santiago       | bieg na 400 metrów przez płotki | 1. miejsce | 56,44 |
| 2024 | Igrzyska olimpijskie                  | Paryż          | bieg na 400 metrów przez płotki | repasaże   | 55,10 |